# Васькевич Євгеній Анатолійович
Васькéвич Євгéній Анатóлійович (позивний «Стрілок») - учасник відбиття російського повномасштабного нападу 2022 року, заступник командира підрозділу Територіальної оборони «Азов» (Київ) ЗСУ.              Учасник боїв війни на сході України у 2014—2016 роках: 2014—2015 Добровольчий загін ДУК «Правий сектор» (воював у с.Піски), 2015—2016 ОЗСП «Азов» НГУ (бої біля м.Маріуполя, Донеччина). 2016—2017 - служив у лавах Національної Гвардії. 2017—2022 - активний учасник українського патріотичного громадсько-політичного життя: у складі партії «Національний Корпус», в ГО «Центурія» був заступником командира Чорної сотні Центурії. Член «Громадського формування з охорони громадського порядку на території Брусилівського району «Сафарі».
Докладав зусиль для покращення фізичного розвитку молоді.

## Життєпис
Народився і виріс на Житомирщині в с.Ковганівка, Брусилівського району. Батьки родом з Житомирщини, Лугинський район.
У 2009 році закінчив Великокарашинську загальноосвітню школу І-ІІІ ступенів Київської області, в 2013 р. – Коростишівський педагогічний коледж ім.І.Я.Франка  за спеціальністю «вчитель фізичного виховання». У 2017р. здобув ступінь магістра в університеті ім.Г.Сковороди м.Переяслав за спеціальністю «фізичне виховання». 2021р. закінчив Карпатський університет ім.Августина Волошина м.Ужгород  - правова освіта.
Учасник Революції Гідності.
З початком війни у 2014 році, не маючи військового досвіду (на той час Євгеній ще не служив у ЗСУ) приєднався до добровольчого підрозділу ДУК «Правий Сектор», воював у с. Піски на Донеччині. У 2015 році вступив на службу за контрактом в ОЗСП «Азов», звільняв с.Широкине поблизу м.Маріуполя. Згодом перевівся до Національної гвардії, де служив на посаді старшого стрільця до 2017 року.
2017—2022 рр. - активний учасник українського патріотичного громадсько-політичного життя : у складі партії «Національний Корпус», в ГО «Центурія» був заступником командира Чорної сотні Центурії .
Як член «Громадського формування з охорони громадського порядку на території Брусилівського району «Сафарі» займався боротьбою з правопорушеннями.
Докладав зусиль для покращення фізичного розвитку молоді, зокрема, долучився до забезпечення спортивним інвентарем спортзалу Брусилівського ліцею ім. Г.Готовчиця. Займався спортом, професійно володів зброєю та прийомами рукопашного бою.
З березня 2022 року завдяки відчайдушним діям бойової групи, до якої входив Євгеній («Стрілок»), на 4 дні вдалося затримати рух колони ворога в напрямку м.Бучі й м.Ірпеня (Київщина, Бучанський район). Це, зокрема, дало можливість евакуюватись з міст багатьом мирним мешканцям. На жаль, «Стрілок» загинув від отриманих в бою поранень. 4 березня. Побратими сховали його тіло, не маючи змоги евакуювати, й забрали вже після звільнення Бучі. Поховали Євгенія в рідному селі.
Побратими згадують «Стрілка», як відважного воїна, людину з активною громадянською позицією. Після звільнення з військової служби Євгеній багато часу присвятив участі у патріотично-виховних заходах та волонтерству.
Євгеній мав теплу і яскраву харизму. Його любили і поважали близькі, друзі, колеги. Він умів об'єднати навколо себе колектив однодумців. Впевнений. Розумний. Цілеспрямований. Він завжди йшов своїм шляхом.
Батьки невдовзі померли.
У Євгенія залишилися маленький син, дружина, брат, племінник.

## Пам'ять
У 2023 році в пам'ять про загиблого воїна було відкрито меморіальну дошку у Великокарашинській загальноосвітній школі І-ІІІ ст. Київської області.